# Лесок (Гомельская область)
Лесок (бел. Лясок) — упразднённая деревня в Хойникском районе Гомельской области Беларуси. Входил в состав Стреличевского сельсовета.
На территории Полесского радиационно-экологического заповедника.
В связи с радиационным загрязнением после катастрофы на Чернобыльской АЭС жители (9 семей) переселены в чистые места.

## География

### Расположение
В 33 км на юг от районного центра и железнодорожной станции Хойники (на ветке Василевичи — Хойники от линии Гомель — Калинковичи), в 146 км от Гомеля.

### Гидрография
На севере мелиоративные каналы, соединённые с рекой Припять (приток реки Днепр).

## Транспортная сеть
Транспортные связи по просёлочной, затем автомобильной дороге Довляды — Хойники. Планировка состоит из прямолинейной улицы (с обеих сторон просёлочной дороги), застроенной деревянными усадьбами.

## История
В листе короля Жигимонта Старого от 14 (24) мая 1516 года сказано: «тое селищо Лысковщину и землицу нагонную [пагонную]… потвержаем сим на(ш)им листом вечно ему самому (по словам монарха, это был «арменин киевскии, толмач [переводчик] н(а)шь татарскии Макар Ивашкович») и его жоне, и их детем и напотом будучим их щадком…». Позднее в судебных документах, изданных украинскими историками, встречаем «село Лысковское», «село (также „имене“, „люди“) Лысковцы», «dobra duchowne… Łyski». Последние принадлежали Михайловскому (Златоверхому) монастырю, а административно находились в Киевском воеводстве Великого Княжества Литовского, с середины 1569 г. — Королевства Польского.
На карте 1931 г. видим хутор Лесок, а на карте 1935 г. — хутора Лески. В 1931 году жители вступили в колхоз. На 1940 год 18 дворов, 61 житель. Во время Великой Отечественной войны в мае 1943 года немецкие оккупанты полностью сожгли деревню и убили 5 жителей. 10 жителей погибли на фронте. Согласно переписи 1959 года входила в состав колхоза «Новая жизнь» (центр — деревня Радин).

## Население

### Численность
- 2004 год — жителей нет.

### Динамика
- 1940 год — 18 дворов, 61 житель.
- 1959 год — 96 жителей (согласно переписи).
- 2004 год — жителей нет.